# Lauf an der Pegnitz
Lauf an der Pegnitz là một đô thị ở Nürnberger Land bang Bayern thuộc nước Đức. Đây là thủ phủ của Nürnberger Land.